# Nádir Šáh
Zillulláh Hast Sultán bar Salatin-e Džahán Šáh-e Šáhhán Nádir, původně Nádirkulí Beg, později Tahmáspkulí Chán (22. listopadu 1688 Dastgerd – 19. června 1747 Fathábád) byl zakladatel dynastie Afšárovců v Persii (1736–1747) a zároveň jeden z největších dobyvatelů v perské historii. Jeho vojenské schopnosti mu vynesly označení perský Napoleon či druhý Alexandr Veliký, neboť na vrcholu moci ovládal území od Iráku a Ománu až po řeku Indus.

## Dětství a mládí
Budoucí Nádir Šáh se narodil v chorásánském Dastgerdu na severovýchodě Íránu v rodině náležející k turkmenskému kmeni Kirklú. Jeho otec byl zchudlý rolník, který zemřel dříve, než syn dosáhl dospělosti. Podle rozšířené legendy upadl mladý Nádir spolu s matkou do otroctví u Uzbeků, avšak podařilo mu uprchnout a získat útočiště u kmene Afšárů – zde se stal nejprve předákem mladistvých banditů a později za podpory kmenových náčelníků i vojenským vůdcem kmene.

## Politický vzestup
Nádirova politická kariéra je nerozlučně spjata s vpádem afghánských vojsk Míra Mahmúda do centra perského státu a následnými zmatky, jež na téměř osm let paralyzovaly celou zemi. Nádirkulí Beg, jak se tehdy Nádir nazýval, byl po roce 1722 naverbován do armády Safíovce Tahmáspa II., právoplatného dědice říše, který sháněl na všech stranách velitele do boje proti nenáviděným Afgháncům. Vojensky obratný Nádir nepotřeboval mnoho času, aby se stal jednou z hlavních Tahmáspových opor, a v roce 1726 pro něj ovládl Mašhad – to byl počátek jeho rychlého vzestupu, který ho přivedl až na perský trůn.
Situace v Persii byla ve dvacátých letech velmi nepřehledná. V hlavním městě Isfahánu vládl Afghánec Mír Mahmúd a po jeho zavraždění jeho bratranec Ašraf (1725–1730), provincie Fárs a Kermán opanoval samozvaný šáh Ahmad Maráší (1726–1728), příhraničních oblastí se zmocnili Rusové a Osmané. Jen část území na severu poslouchala Tahmáspa II., muže osobně nebojovného, v jehož službách zhruba pětatřicetiletý Nádir působil. Prvořadým úkolem pro Tahmáspovu vládu bylo i nadále především vyhnání Afghánců, jejichž náčelník Ašraf si stejně jako Ahmad Maráší nárokoval titul šáha. Nádirkulí Beg – tehdy již užívající jména Tahmáspkulí Chán – protivníky po menších šarvátkách rozhodně porazil na řece Mihmándústu a u Murčachurtu (1729), přičemž Ašraf zahynul následujícího roku na útěku v Sístánu. V prosinci 1729 byl Tahmásp II. slavnostně korunován v Isfahánu perským šáhem a stal se desátým safíovským vladařem od vzniku monarchie v 16. století; poměry ve státě se stabilizovaly.
Nádir po těchto úspěších povýšil na druhého muže v říši hned po šáhovi a v roce 1730 zahájil ofenzívu proti vnějším nepřátelům, kteří drželi některé kraje na severozápadě. Během velmi krátké doby byli Rusové vypuzeni z Ázerbájdžánu a Osmané z Hamadánu a Tabrízu, takže se zdálo, že i v této oblasti byl obnoven stav z doby před afghánským vpádem. Další vedení války proti Osmanům přenechal proto Nádir Tahmáspu II. a sám se soustředil na pacifikaci východu, jemuž dosud nevěnoval dostatek pozornosti. Málo schopný Tahmásp utržil v roce 1731 od Turků porážku, musel s nimi zahájit vyjednávání o míru a celý debakl vzbudil v Persii velkou nelibost. Nádir vzniklé situace využil k tomu, aby šáha zbavil vlády, dosadil na trůn jeho osmiměsíčního syna Abbáse III. a oficiálně zaujal pozici regenta. V roce 1732 se z někdejšího vojenského vůdce Afšárů stal de facto vládce Persie – chyběl mu jen odpovídající titul.

## Perským šáhem

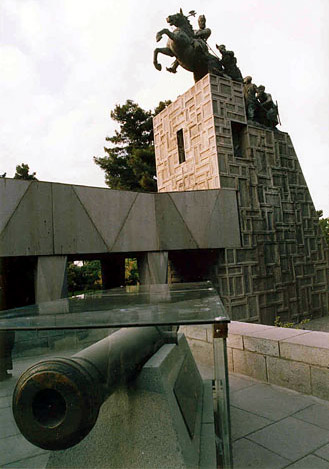
Jezdecká socha Nádira Šáha v Mašhadu

V letech 1733–1736 vedl Nádir novou válku s Osmanskou říší, která měla tentokrát příznivý průběh, neboť se podařilo získat technickou pomoc ze strany Ruska. Mír podepsaný v Istanbulu v říjnu 1736 však již Persie uzavírala za úplně jiných vnitropolitických podmínek, než tomu bylo při vypuknutí konfliktu. Po značném váhání se Nádir odhodlal přijmout 8. března 1736 korunu šáhů a dal si v múganské stepi holdovat shromážděnými velmoži a říšskými místodržiteli. Více než dvousetleté panství Safíovců bylo u konce – Nádir založil novou dynastii.
V době, kdy se ujímal vlády, byla stabilita státu uvnitř i navenek již plně zajištěna. Avšak Nádir Šáh se nemínil spokojit s tímto stavem a téměř ihned přikročil k expanzi, nejprve vůči Afgháncům. V březnu 1738 obsadila perská vojska Kandahár, odkud musel uprchnout bratr Míra Mahmúda Husajn, a v červenci téhož roku padl i Kábul a Ghazna na severovýchodě země. Nádir poté doplnil své jednotky o afghánské a lúrské bojovníky, ustanovil syna Rezákulího regentem Persie a na přelomu let 1738/1739 zahájil tažení proti Mughalské říši v Indii, oslabené vnitřními nesváry a dezorganizací.
Toto tažení působí při zpětném pohledu jako nepřetržitý řetězec vítězství. Peršané nejprve obsadili Láhaur, porazili mughalského vládce Násiruddína Muhammada Šáha u Dillí a v hlavním městě poražených posléze ukořistili neslýchané poklady (mj. i proslulý paví trůn a drahocenný diamant Kúh-e núr, Hora světla). Stínem velkolepé vojenské akce byla ovšem krvavá lázeň, kterou Nádirovy jednotky rozpoutaly mezi prostým obyvatelstvem – při plenění zahynulo na 20 000 Indů. Z územního hlediska získala Persie kraje západně od řeky Indu, tedy značnou část dnešního Pákistánu.
Na zpátečním pochodu napadl Nádir Uzbeky, letité nepřátele safíovských šáhů, a roku 1740 přinutil Džánovce Abú-l-Fá'iza, aby uznal starou hranici mezi Íránem a Túránem na řece Amudarje. S pomocí silného loďstva, které dal systematicky budovat, dobyli Peršané ostrov Bahrajn a v roce 1743 i Omán na Arabském poloostrově. Obrovská kořist z Indie umožnila šáhovi osvobodit poddané na tři roky od daní, toto nařízení však bylo později zrušeno a Nádir tvrdě vymáhal nedoplatky. Většina pokladů skončila v přísně střežené kalátské pevnosti, kde byly k nepotřebě – na rozvoj země z nich nebylo vynaloženo téměř nic.
Sám Nádir se po neúspěšném atentátu v roce 1741 stával čím dál podezíravějším vůči svému okolí – dal dokonce oslepit syna Rezákulího, jehož vinil z přípravy komplotu. Také řada velmožů skončila postupem času na popravišti a v říši vzplálo několik vzpour, motivovaných mj. i nábožensky, neboť Nádir se marně pokoušel smířit rozpory mezi šíitskou a sunnitskou větví islámu. Posledním šáhovým politickým úspěchem se tak stalo získání města Nadžafu v Iráku, k němuž došlo na základě dohody s Osmany v roce 1746. Krátce poté, 19. června 1747, byl Nádir Šáh při spiknutí několika afšárovských a kádžárovských předáků zavražděn a v říši takřka okamžitě propukly boje o moc. V mnohem větším měřítku se opakovala situace z dvacátých let, kdy se v Persii vytvořilo několik mocenských center – v držení Nádirových příbuzných zůstalo jen jedno z nich.

## Rodina
Nádir Šáh měl pět manželek a celkem pět synů (Rezákulího Mírzu, Nasralláha Mírzu, Imámkulího Mírzu, Čingischána a Muhammadalláha Chána), které všechny nechal zavraždit v roce 1747 nový šáh Ádil (1747–1748), syn Nádirova bratra Muhammada Ibráhíma Chána († 1738). Z Nádirových vnuků dosedl později na trůn prvorozený syn prince Rezákulího Šáhruch (1749–1796), poslední afšárovský šáh.